# Margaritha de Groot
Margaritha de Groot (Lithoijen, 31 december 1999) is een voetbalspeelster uit Nederland.
Zij kwam voor Achilles '29 uit in de Vrouwen Eredivisie.

## Statistieken
| Seizoen | Club         | Land      | Competitie | Wedstrijden | Doelpunten |
| ------- | ------------ | --------- | ---------- | ----------- | ---------- |
| 2016/17 | Achilles '29 | Nederland | Eredivisie | 10          | 0          |
| 2017/18 | Achilles '29 | Nederland | Eredivisie | 0           | 0          |
| Totaal  | Totaal       | Totaal    | Totaal     | 10          | --         |

Laatste update: sep 2021